# 센스이 히로시
센스이 히로시(泉水博, 1938년 - )는 일본의 살인자로, 수감 중에 수감자 조합을 결성한 인물이다.
지바현 기사라즈시 출신인 센스이는 고등학교를 중퇴하고 여러 직업을 전전하다가 1960년에 다른 사람과 공모하여 1명을 살해하고 15000엔을 훔쳐 달아났다가 체포되어, 무기징역을 판결받고 지바 교도소에 수감된다.
이후 센스이는 가석방이 확정되어 있음에도 불구하고 동료 수감자가 병으로 괴로워하자 교도관을 인질로 잡고 의료 조치를 요구했고, 이 행동이 입소문을 타고 퍼져 수감자 조합 결성으로 이어졌다.
한편 일본항공 472편 납치사건 당시 석방 요구자 명단에 포함되어 전격적으로 풀려났다. 센스이는 단순한 강도살인범으로 일본적군과는 아무 관련이 없지만, 수감자 조합의 결성이 범인들에게 반체제 행동으로 받아들여져 범인들이 석방을 요구하기에 이른 것이다.
그러나 석방 후 9년 뒤인 1986년 6월 7일에 필리핀에서 여권법 위반으로 체포되어 풀려나기 전의 형인 무기징역에 여권법 위반의 징역 2년이 가산되어 수감되었다.

## 같이 보기
- 지바 형무소